# 藤原剛
藤原 剛（ふじわら つよし）は、日本の農学者。元奈良大学教養部教授。既婚者で大阪府枚方市に在住。
三重県尾鷲市に生まれるが、小学生の時に四日市市に移住した。京都大学大学院農学研究科博士課程単位取得満期退学。1975年に奈良大学に赴任してからその間に奈良大学附属幼稚園の園長を4年間務めた。1975年11月、京都大学農学博士。論文の題は「Studies on DNA polymerase associated with membrane of Escherichia coli（大腸菌の膜に結合したDNA合成酵素に関する研究）」。